# La Table d'Antonio Salvatore
La Table d'Antonio Salvatore au Rampoldi är en gourmetrestaurang med inspiration från det italienska köket. Den ligger i anslutning till en annan restaurang med namnet Rampoldi och är i samma kvarter som det femstjärniga lyxhotellet Hôtel Métropole Monte-Carlo i Monte Carlo i Monaco. Den drivs av den italienske kocken Antonio Salvatore, som är bördig från Guardia Perticara i Basilicata-regionen i södra Italien.
Sedan år 2021 har gourmetrestaurangen en Michelinstjärna.